# Louis VI de Hesse-Darmstadt
Pour les articles homonymes, voir Louis VI.
Louis VI, né le 25 janvier 1630 à Darmstadt et mort le 24 avril 1678 dans cette même ville, est landgrave de Hesse-Darmstadt de 1661 à sa mort.

## Biographie
Louis VI est le fils aîné du landgrave Georges II de Hesse-Darmstadt et de son épouse Sophie-Éléonore de Saxe. Il succède à son père à sa mort, le 11 juin 1661.

## Mariages et descendance
Louis VI se marie le 24 novembre 1650 avec Marie-Élisabeth de Holstein-Gottorp (1634-1665), fille de Frédéric III de Holstein-Gottorp. Huit enfants sont nés de cette union :
- Madeleine-Sibylle de Hesse-Darmstadt (1652-1712), épouse en 1673 le duc Guillaume-Louis de Wurtemberg ;
- Sophie-Éléonore (1653-1653) ;
- Georges (1654-1655) ;
- Marie-Élisabeth de Hesse-Darmstadt (1656-1715), épouse en 1676 le duc Henri de Saxe-Römhild ;
- Augusta-Madeleine de Hesse-Darmstadt (1657-1674) ;
- Louis VII (1658-1718), landgrave de Hesse-Darmstadt ;
- Frédéric (1659-1676) ;
- Sophie-Marie de Hesse-Darmstadt (1661-1712), épouse en 1681 le duc Christian de Saxe-Eisenberg.

Veuf, Louis VI se remarie le 5 décembre 1666 avec Élisabeth-Dorothée de Saxe-Gotha (1640-1709), fille du duc Ernest Ier de Saxe-Gotha. Huit enfants sont nés de cette seconde union :
- Ernest-Louis (1667-1739), landgrave de Hesse-Darmstadt ;
- Georges (1669-1705) ;
- Sophie-Louise (1670-1758) ;
- Philippe (1671-1736) épouse en 1693 Marie-Thérèse de Croÿ (1673-1714) dont 4 fils et une fille;
- Jean (1672-1673) ;
- Henri ;
- Élisabeth-Dorothée (1676-1721), épouse en 1700 le landgrave Frédéric III de Hesse-Hombourg ;
- Frédéric (1677-1708).